# Britta Thomsen
Britta Thomsen (født 23. januar 1954 i Aalborg) er en dansk politiker, der fra 2004 til 2014 var medlem af Europa-Parlamentet, valgt for Socialdemokraterne. I parlamentet var hun medlem af Udvalget for Industri, Forskning og Energi,  Udvalget for Kvinders Rettigheder og Ligestilling samt suppleant i Udvalget for Sikkerhed og Forsvar.

## Baggrund og karriere
Britta Thomsen er cand.mag. i historie og portugisisk med sidefag i spansk fra Aarhus Universitet. Hun har tillige læst ved Lissabon Universitet. Hun har arbejdet som konsulent i HK fra 1994-2000 og har fra 2001 drevet sit eget konsulentfirma, Facilitate, som arbejder med arbejdsmarkedsforhold på europæisk plan.
I Socialdemokratiet har hun været med i det udvalg, der udarbejdede partiets principprogram i 2000. Fra 2000-2004 var Britta Thomsen medlem af Socialdemokraternes hovedbestyrelse. Hun blev valgt til Europa-Parlamentet ved valget i 2004 og genvalgt i 2009.
Den 2. juni 2009 blev Britta Thomsen sammen med Morten Løkkegaard kåret til Danmarks mest sexede EU-kandidater af foreningen Sex & Samfund. Kåringen havde ikke noget med kandidaternes udseende eller hverv at gøre, men udelukkende om kandidaternes holdninger til seksuel sundhed og rettigheder i Europa. Den 4. juni blev kåringen omtalt i GO' Morgen Danmark, hvor værten Kamilla Walsøe udtalte at Britta Thomsen "tidligere var en mand". Episoden blev efterfølgende undskyldt af TV2's redaktør på Go' Morgen Danmark, Jes Schrøder, der kaldte episoden en "en 100 procent forbier", og forklarede at situationen opstod som følge af misforståelser og dårlig briefing af den pågældende vært. Britta Thomsen har siden arbejdet for få den omtalte episode fjernet fra Google's søgeresultater, og udtalte i forbindelse med Europa-Parlamentsvalget i maj 2014 at hun "konstant [bliver] konfronteret med historien, selv om jeg hellere vil tale om min politik. Det har fulgt mig siden, og det er lidt irriterende, fordi det er grebet ud af den blå luft".
Den 14. oktober 2010 modtog Britta Thomsen Europas Kvinders Pris  for sit store arbejde med at sikre ligestilling og bekæmpe menneskehandel i Europa.
I marts 2014 blev Britta Thomsen af tv-programmet Detektor på DR2 konfronteret med sine udtaleser om mængden af handlede tvangsprostiturerede i Europa. Detektor kunne konstatere at hendes kilder ikke kunne genkende hendes tal, som var mere end dobbelt så store end hvad de ville vedkende sig. Britta Thomsen vedkendte sig at hun selv havde udregnet sine tal, og at hendes kreativitet kunne skade hendes sag.
Den 17. maj 2014, under Europa-Parlamentsvalget 2014, skrev Politiken at Britta Thomsen havde været fraværende i 56% af udvalgsmøderne i de seneste fem år i Europaparlamentet. Det fremgik imidlertid ikke i artiklen, at Britta Thomsens fraværsprocent på 56 henviste til Ligestillingsudvalget, mens hun i Industriudvalget havde været fraværende i 22% af møderne. Britta Thomsen påpegede desuden at hun er den ene af to danske medlemmer, der sidder i to udvalg, og at møder i udvalgene ofte lå samtidig. Dette fik Britta Thomsen til at kritisere Politiken for at være vildledende, og udtalte: "Det her kan ødelægge mit valg. Mit bagland er rystet. Jeg har været udsat for lidt af hvert, men det her er noget af det frækkeste, jeg har været udsat for nogensinde i mit liv." Hun klagede efterfølgende til Politikens læserredaktør, der gav hende medhold i at det var misvisende at opgøre fraværsprocenten på bagrund af ét udvalg.
Ved Europa-Parlamentsvalget 2014, der fandt sted 25. maj, fik hun 19.851 personlige stemmer og blev dermed ikke genvalgt.